# Colin Quinn
Colin Edward Quinn, född 6 juni 1959 i Park Slope i Brooklyn i New York, är en amerikansk stå upp-komiker, skådespelare och författare. På TV är han mest känd för Saturday Night Live, Remote Control  och Tough Crowd with Colin Quinn.
Quinn föddes och växte upp i Brooklyn. Han började med stå upp-komik 1984 och blev känd 1987 som programledare i MTV-programmet Remote Control. Därefter var han bl.a. manusförfattare för In Living Color. 1995 engagerades han till Saturday Night Live som manusförfattare och skådespelare. Han lämnade programmet 2000. Han har satt upp flera enmansshower på Broadway. Showen Colin Quinn Long Story Short regisserades av Jerry Seinfeld.